# Saint-Julien-les-Rosiers
Saint-Julien-les-Rosiers är en kommun i departementet Gard i regionen Occitanien i södra Frankrike. Kommunen ligger i kantonen Alès-Nord-Est som tillhör arrondissementet Alès. År 2022 hade Saint-Julien-les-Rosiers 3 492 invånare.

## Befolkningsutveckling
Antalet invånare i kommunen Saint-Julien-les-Rosiers
Referens:INSEE